# Johann Baptist Stiglmaier

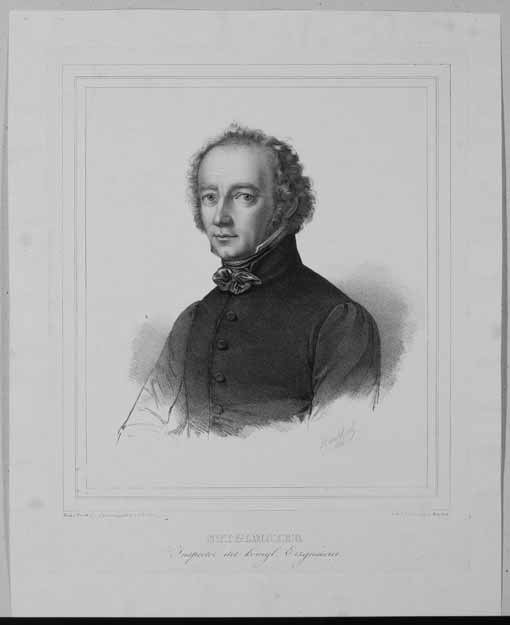
Johann Baptist Stiglmaier (1840)

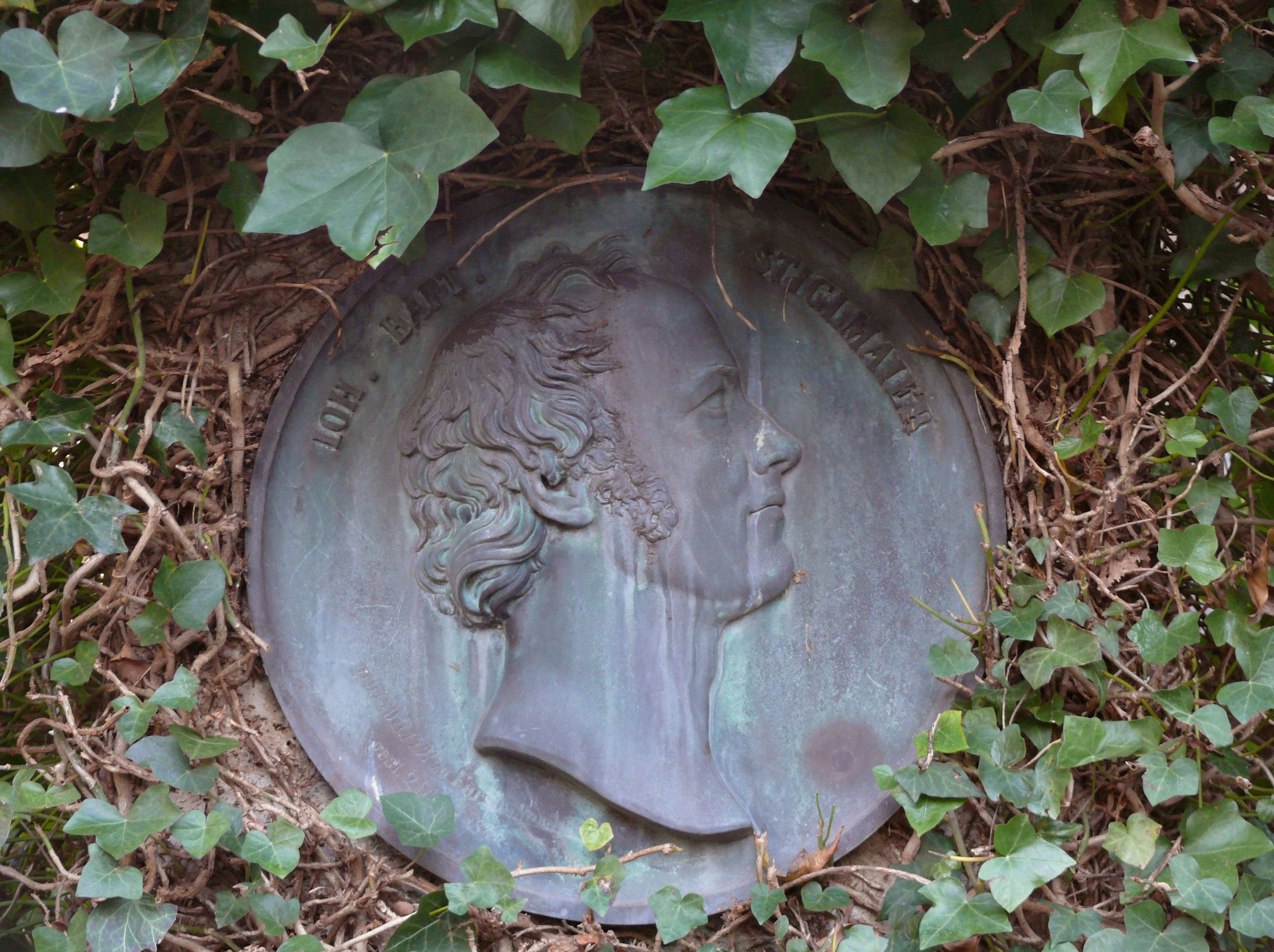
Johann Baptist Stiglmaier (Porträtmedaillon an seinem Grab)

Johann Baptist Stiglmaier (* 18. Oktober 1791 in Fürstenfeldbruck; † 2. März 1844 in München) war ein bedeutender Erzgießer des 19. Jahrhunderts. Zugleich war er Bildhauer, Zeichner und Medailleur. Als Direktor der Königlichen Erzgießerei in München belebte er die seit der Antike beinahe vergessene Kunst des monumentalen Erzgusses neu. Durch die Aufnahme von Praktikanten aus ganz Europa wurde er zum führenden Multiplikator dieser wiederentdeckten Technik.

## Leben und Werk

### Familie
Johann Baptist Stiglmaier stammte aus einer alteingesessenen Familie in Fürstenfeldbruck. Er war der jüngste Sohn des Hufschmieds Augustin Stiglmaier und dessen Frau Maria Magdalena, die zur Bürgerschicht des kleinen Marktes zählten.
1825 heiratete Stiglmaier Anna Streber, die Nichte von Weihbischof Franz Ignaz von Streber, der dank seiner numismatischen Erfahrungen auch Leiter des Königlichen Münzkabinetts war. Aus der Ehe gingen Sohn Heinrich (* 1827) und Tochter Ottilie (* 1836) hervor. Sein Neffe und engster Mitarbeiter, Ferdinand von Miller, führte nach dem Tod Stiglmaiers die Erzgießerei weiter und vollendete dessen bereits begonnenen Arbeiten, so auch an der Bavaria.

### Lehrzeit und Studium
Den ersten Unterricht im Zeichnen erhielt er vom Verwalter des nahen Klosters Fürstenfeld, dem die Begabung des Jungen aufgefallen war. Es folgte bis 1811 eine Ausbildungszeit bei dem Gold- und Silberschmied Johann Peter Streißl in der Dienerstraße in München, der auf sakrale Kunst spezialisiert war. Während dieser Zeit besuchte er sehr erfolgreich die Feiertagsschule, die er mit dem mit 100 Gulden dotierten ersten Preis abschloss.
Der Direktor der Königlichen Münzanstalt, Heinrich-Joseph Leprieur, wurde während dieser Zeit auf die Talente Stiglmaiers aufmerksam und ermöglichte ihm die Aufnahme in die Königliche Akademie der Bildenden Künste, um ihn später als Münzgraveur und Medailleur einsetzen zu können. Darüber hinaus erhielt er Fremdsprachenunterricht.

## Erste Erfolge und Stipendien
1814 wurde er als Praktikant in der Königlichen Münzanstalt angestellt. Daneben schuf er plastische Werke, die er öffentlich ausstellte. Dies hatte zur Folge, dass der spätere König Ludwig I. noch in seiner Zeit als Kronprinz und Leo von Klenze auf ihn aufmerksam wurden. So gab Klenze vier Bronzereliefs mit geflügelten Genien für das Hofgartentor in Auftrag.
1818 wurde Stiglmaier Zweiter Graveur der Königlichen Münzanstalt. Diese Position war mit einem Stipendium für einen mehrjährigen Italienaufenthalt verknüpft. Auf diese Weise sollte sich Stiglmaier in der Kunst des Erzgusses weiterbilden, zumal der damalige Kronprinz Ludwig die Wiederbelebung dieser Technik in Bayern forcierte.
1819 hielt sich Stiglmaier in Rom, ab 1820 in Neapel auf, um dort bei Francesco Righetti und dessen Sohn Luigi in deren Werkstätte nahe dem Vesuv zu volontieren. Das rege Interesse des jungen Deutschen löste Misstrauen aus, so dass Stiglmaier schließlich der Zutritt zur Werkstatt verwehrt wurde. Autodidaktisch und in Zusammenarbeit mit dem Bildhauer und Erzgießer Carlo Beccali und dessen drei Söhnen erfolgten erste Gussversuche in einer provisorisch errichteten Werkstatt. Dort glückte ein erster Gussversuch mit der Büste von Stiglmaiers Bildhauerfreund Johann Nepomuk Haller. Kurz danach erfolgte der Abguss einer von Bertel Thorvaldsen geschaffenen Büste des Kronprinzen Ludwig.
Nach vier Jahren im Ausland kehrte er im Herbst 1822 nach München zurück und arbeitete wieder in der Königlichen Münzanstalt. Am 15. September 1823 nahm er, noch unverheiratet, seinen Neffen Ferdinand von Miller zu sich.
1824/25 ermöglichte ein weiteres Stipendium einen Studienaufenthalt in Berlin, wo er den Guss des Blücher-Denkmals von Christian Daniel Rauch studieren konnte. Dort lernte er neue Techniken aus Frankreich kennen. Wie bereits während seines Italienaufenthalts hielt Stiglmaier auch hier seine Erfahrungen in Tagebüchern fest.

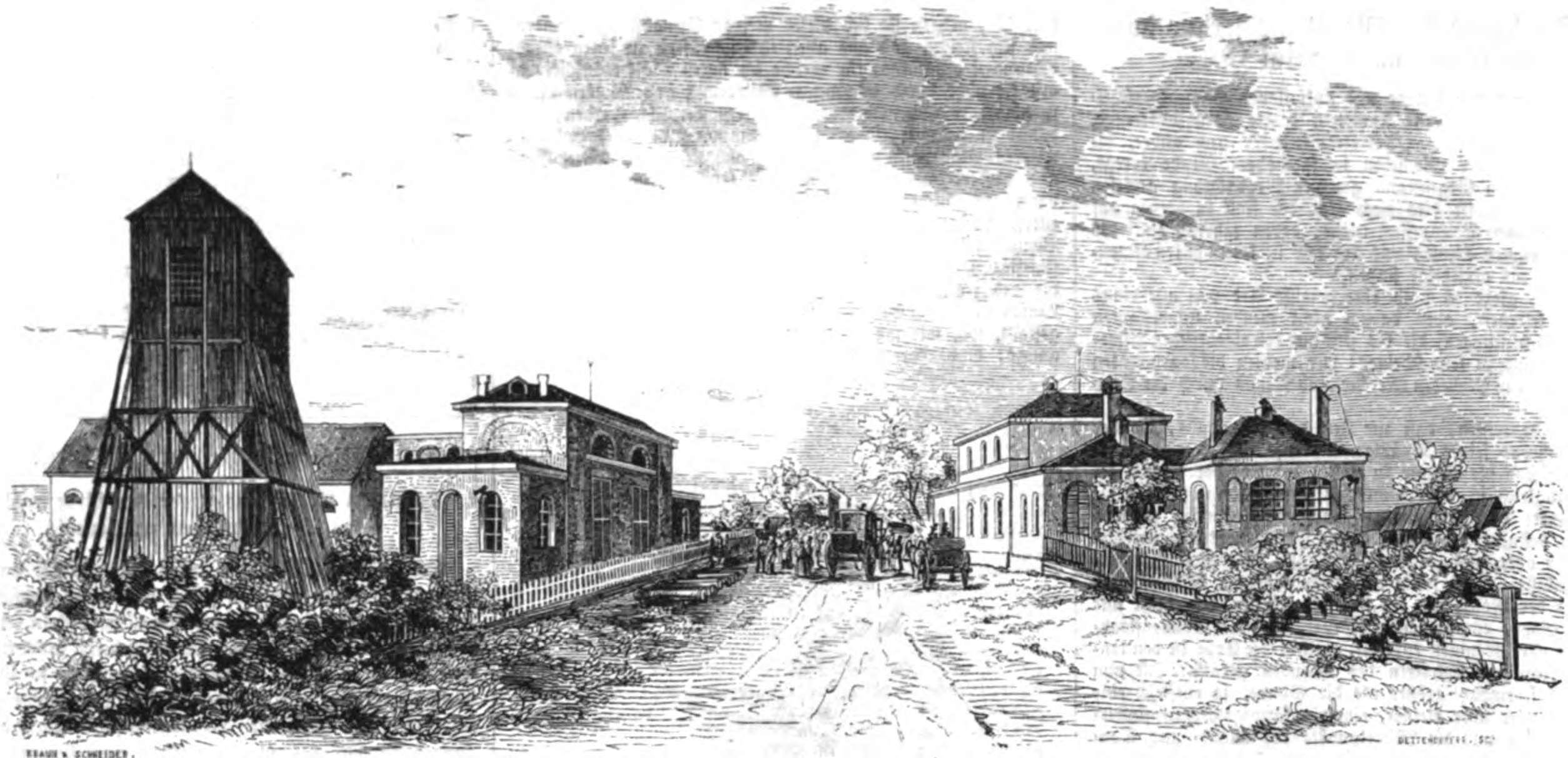
Die Königliche Erzgießerei in München, 1845

## Direktor der Königlichen Erzgießerei
König Max Joseph I. hatte im Jahre 1822 zur Herstellung kleinerer Bronze- und Erzgusswaren eine Erzgießerei als königlich-staatliches Unternehmen gegründet, nachdem mehrere Jahre nach einem geeigneten Standort gesucht worden war. Schließlich entschied man sich, die Königliche Erzgießerei auf einem unbewohnten, zuvor vom bayerischen Militär genutzten Areal zwischen der Stadtgrenze und dem Dorf Neuhausen nach Plänen Leo von Klenzes „an der Straße nach Nymphenburg“ zu erbauen.
König Ludwig I. erweiterte die Königliche Erzgießerei bereits kurz nach seinem Regierungsantritt im Herbst 1825. Um größere Gusswerke zu fertigen, wurde ein neuer Ofen errichtet, der 120 Zentner Erz (= 6000 kg) fassen konnte. Stiglmayer führte das Unternehmen mit dem Titel „Erster Inspektor“. Als erster erfolgreicher Guss glückte das Flachrelief, das den Grabstein für die beiden kurz zuvor verstorbenen Indianerkinder Isabella und Johannes aus Brasilien schmücken sollte. Königin Karoline hatte es in Auftrag gegeben.
In der Münchner Ergießerei entstanden von nun an, bis zu ihrem Ende im Jahre 1931, neben den spektakulären Monumentalplastiken zahlreiche kleinere Werke, darunter auch ungezählte Porträtbüsten.

## Zentrale Werke

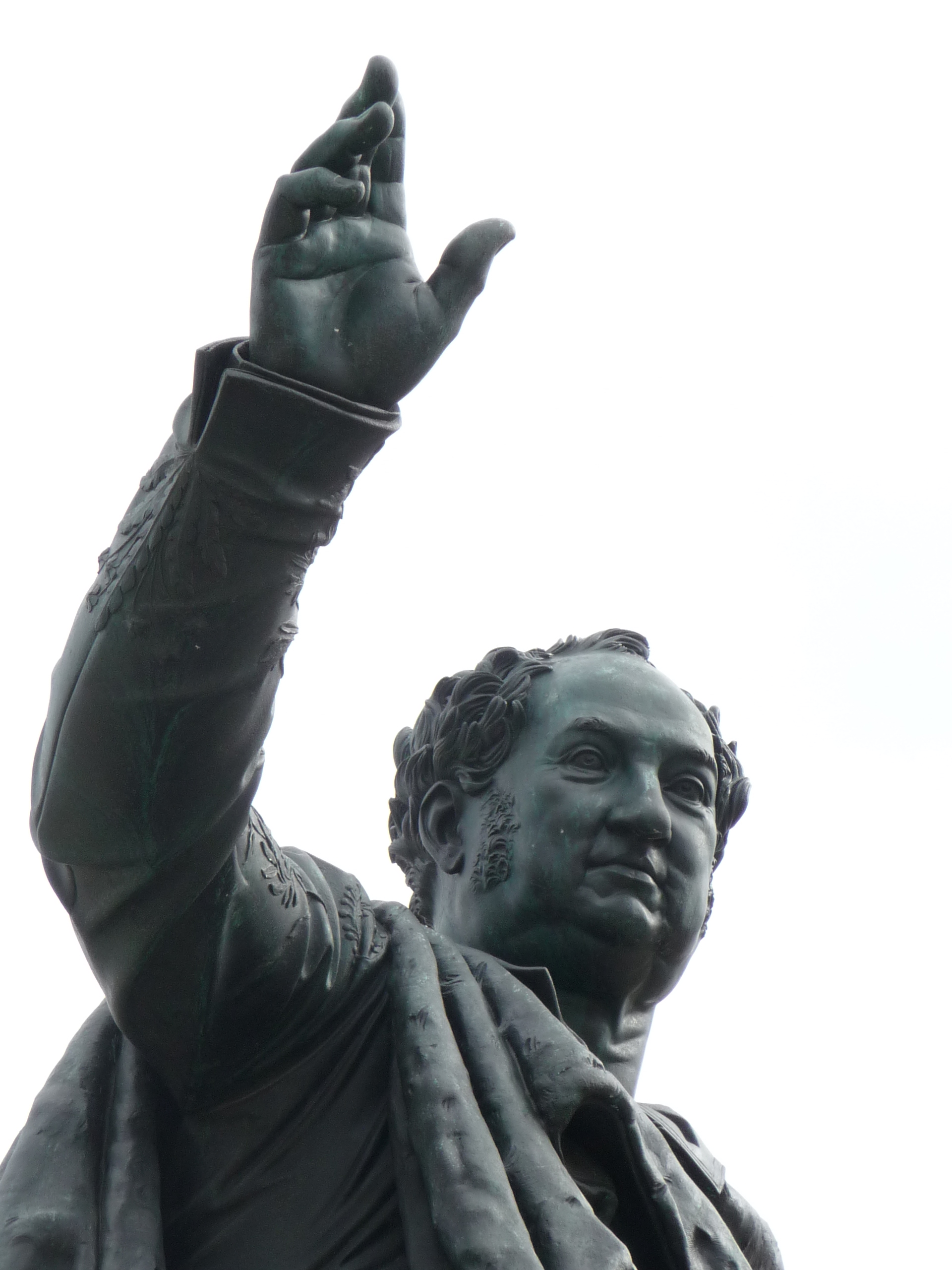
1835 wurde mit der erfolgreichen Fertigstellung des Denkmals von König Max I. Joseph Stiglmaiers Leistungsvermögen, monumentale Erzgüsse zu produzieren, verdeutlicht.

1826 lieferte Stiglmaier mit der Schale zur Bekrönung der 30 Meter hohen Konstitutionssäule im Park von Schloss Gaibach seinen ersten auf Anhieb gut gelungenen Guss in Großformat.
1828 wurde das große Gießhaus für das Denkmal von König Max Joseph I. errichtet. In dieser Zeit erprobte sich Stiglmaier an einem weiteren technisch anspruchsvollen Projekt: dem 29 Meter hohen Denkmal für die gefallenen 30.000 Bayern des Russlandfeldzugs Napoleons. Der Obelisk wurde in 15 Einzelteilen gefertigt und fand erst 1833 seinen Abschluss mit dem Guss der Sockelzone. Die endgültige Etablierung der Erzgießerei erfolgte durch den erfolgreichen Abschluss des Denkmals für König Max Joseph I. im Jahre 1835.
Fünf Jahre, von 1828 bis 1833, dauerten die Arbeiten für den Obelisken am Karolinenplatz nach dem Entwurf Leo von Klenzes. 1836 begannen die Vorbereitungen für den Guss des Denkmals für Kurfürst Maximilian I. von Bayern, das 1839 feierlich enthüllt wurde. Gleichzeitig arbeitete Stiglmaier an den zwölf Wittelsbacher Ahnenstatuen für den Thronsaal der Münchner Residenz nach Modellen von Ludwig von Schwanthaler, die zur Hochzeit des Thronfolgers Maximilian II. Joseph mit Marie von Preußen am 12. Oktober 1842 fertiggestellt waren.
1837 unterzeichnete er zusammen mit Ferdinand von Miller, Ludwig von Schwanthaler und Leo von Klenze den Vertrag zur Erstellung der Bavaria.
1842 goss Stiglmaier das von Ludwig Schwanthaler entworfene Mozart-Denkmal in Salzburg.
Im selben Jahr erkrankte er an Magenkrebs und verstarb am Abend des 2. März 1844, nachdem er noch von dem geglückten Guss seines der Stadt Frankfurt gestifteten Goethedenkmals erfahren hatte.

## Ehrungen
- Der Stiglmaierplatz in München ist nach ihm benannt.
- Für die Ausführung des Mozartdenkmals wurde ihm von der Stadt Salzburg die Ehrenbürgerschaft verliehen und für die Erstellung des Denkmals von Jean Paul die Ehrenbürgerschaft der Stadt Bayreuth.

## Grabstätte

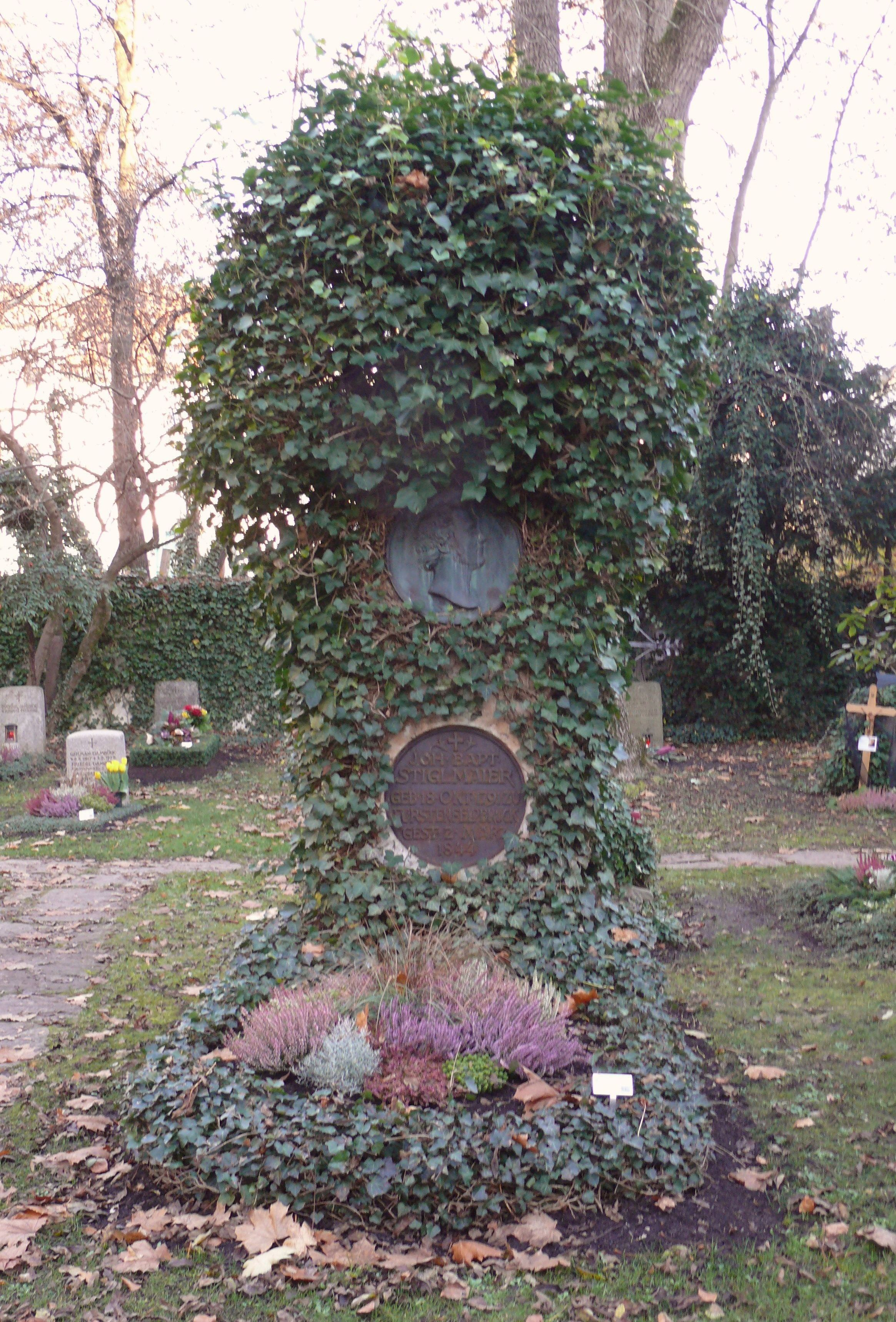
Das Grab von Johann Baptist Stiglmaier auf dem Neuhausener Friedhof, München

Johann Baptist Stiglmaier wurde auf dem Winthirfriedhof im Münchner Stadtteil Neuhausen begraben.

## Werkübersicht

### Erzgüsse und plastische Darstellungen (Auswahl)
- München:
  - Obelisk am Karolinenplatz (nach Leo von Klenze), 1829
  - Grabfigur der Karoline von Mannlich, 1833.
  - Bronzetore an der Glyptothek (nach Leo von Klenze)
  - Zwölf feuervergoldete Kolossalfiguren der Wittelsbacher für die Münchner Residenz, 1837
  - Denkmal König Max I. Joseph (nach Christian Daniel Rauch), 1834
  - Sarkophag von König Max I. Joseph in der Gruft der Münchner Theatinerkirche
  - Reiterstandbild des Kurfürsten Maximilian I. von Bayern, (nach Bertel Thorvaldsen), 1839
  - Denkmal zur Sendlinger Mordweihnacht im Alten Südfriedhof in München (nach Franz Xaver Schwanthaler und Friedrich von Gärtner)
- Braunschweig: Ferdinand von Schill, nach eigenem Modell, 1839
- Darmstadt: Ludwig I. Ludwigsmonument, 1843
- Wildbad Kreuth: Erzbüste als Denkmal für König Max I. Joseph, (nach Jean Baptiste Métivier), 1828
- Bad Aibling: Theresienmonument, 1835
- Gaibach: Bekrönung der Konstitutionssäule, 1826
- Bamberg: Kruzifix des Doms, 1837
- Stuttgart: Denkmal Friedrich Schiller (nach Bertel Thorvaldsen), 1838
- Bayreuth: Denkmal Jean Paul, (nach Ludwig Schwanthaler), 1841
- Donaustauf
  - Innere Giebel der Walhalla mit den nordischen Gottheiten (nach Leo von Klenze und Ludwig Schwanthaler), 1841
  - Bronzetore der Walhalla (nach Leo von Klenze), 1842
- Salzburg: Denkmal Wolfgang Amadeus Mozart, (nach Ludwig Schwanthaler), 1841
- Erlangen: Denkmal Markgraf Friedrich III. von Brandenburg, (nach Ludwig Schwanthaler), 1843
- Karlsruhe: Denkmal Karl Friedrich von Baden, 1843
- Frankfurt am Main: Goethe-Denkmal, 1844

Viele dieser Werke wurden in der Erzgießerei auch in verkleinerter Form gegossen. Die zwölf feuervergoldeten Herrscher des Hauses Wittelsbach erhielten u. a. Königin Victoria von Großbritannien, Zar Nikolaus I. und König Otto von Griechenland.

### Medaillen und Münzen (Auswahl)
- Kopf der Proserpina, nach einer antiken Münze, 1814.
- Johann Maximilian v. Graf von Preysing-Hohenaschau, 1815.
- Revers der Münchner Vermählungsmedaille, 1816.
- Gedenkmünze zur Vermählung der Prinzessin Elisabeth Ludovika mit dem Kronprinzen Friedrich Wilhelm IV. von Preußen, 1823
- Geschichts-Konventionstaler (Ludwig I. beschwört die Verfassung), 1825
- Geschichts-Konventionstaler (Die königliche Familie bei der Geburt des Prinzen Adalbert), 1828
- Geschichts-Konventionstaler (Denkmal Maximilian I. Joseph), 1835